# 原田龙之介
原田龙之介（日语：／ Harada Ryūnosuke，1985年5月6日—），日本男子帆船运动员。他曾代表日本参加2010年亚洲运动会帆船比赛，获得一枚金牌。他也曾参加2012年夏季奥林匹克运动会。